# 杨传升
杨传升（1948年1月—2010年10月15日），男，汉族，山东省禹城市人。1967年9月参加工作，1966年5月加入中国共产党。山东大学政治系哲学专业毕业。
先后在禹城担任中学教师，在山东大学政治系学习，在山东省委组织部、省人事局等部门和单位任职。2000年12月，任中共山东省委常委、组织部常务副部长，山东省人事厅厅长、党组书记，省机构编制委员会办公室主任。
2001年1月，任中共山东省委常委、秘书长，晋升副部级。2006年10月，任中共山东省委常委、省纪委书记。
2010年10月15日19时39分，杨传升因病在济南逝世，享年63岁。10月19日下午，杨传升的遗体在济南火化，骨灰安放在济南英雄山革命烈士陵园。

## 家庭
- 弟弟：杨传堂，现任第十三届全国政协副主席、党组成员。曾任青海省人民政府省长、中共西藏自治区党委书记、中华人民共和国交通运输部部长等职务。2007年，与杨传升双双当选中共十七大代表，当时有四对“兄弟档”、一对“兄妹档”代表：王乐泉、王乐义，令计划、令政策（二人都在2014年落马），李铁映、李铁林，杨传堂、杨传升，邓朴方、邓楠[3]。